# Драганово (Великотирновська область)
Драга́ново (болг. Драганово) — село у Великотирновській області Болгарії. Входить до складу общини Горішня Оряховиця.

## Населення
За даними перепису населення 2011 року у селі проживали 2469 осіб.
Національний склад населення села:
| Національність   | Кількість осіб | Відсоток |
| ---------------- | -------------- | -------- |
| болгари          | 1522           | 67,4%    |
| турки            | 666            | 29,5%    |
| цигани           | 51             | 2,3%     |
| інша             | 11             | 0,5%     |
| не визначились   | 8              | 0,4%     |
| Всього відповіли | 2258           |          |

Розподіл населення за віком у 2011 році:
Динаміка населення: